# Egg an der Günz
Egg an der Günz település Németországban, azon belül Bajorországban. Lakosainak száma 1268 fő (2023. december 31.).

## Népesség
A település népessége az elmúlt években az alábbi módon változott:
| Lakosok száma | 480  | 780  | 701  | 938  | 1135 | 1139 | 1141 | 1139 | 1254 | 1268 |
|               | 1875 | 1950 | 1975 | 1987 | 2012 | 2014 | 2016 | 2017 | 2021 | 2023 |